# Ciberejército iraní
El Ejército Cibernético Iraní es un grupo de hackers informáticos iraníes. Se cree que está conectado al gobierno iraní, aunque no está oficialmente reconocido como una entidad por el gobierno. Ha prometido lealtad al Líder Supremo de Irán.
Según la Oficina de Teherán, la Guardia Revolucionaria Islámica inició planes para la formación de un ciberejército iraní en 2005. Se cree que la organización fue comandada por Mohammad Hussein Tajik hasta su asesinato.
El grupo ha reivindicado la responsabilidad de varios ataques realizados por Internet desde 2009, en particular los ataques contra Baidu y Twitter. El ataque contra Baidu dio lugar a la llamada Guerra de Hackers Sino-Iraní. En 2012, un grupo autoidentificado como "Parastoo" (persa: پرستو - Swallow) hackeó los servidores del Organismo Internacional de Energía Atómica: se sospecha que el ciberejército iraní está detrás del ataque.
En 2013, un general de la Guardia Revolucionaria Islámica declaró que Irán tenía "la cuarta mayor potencia cibernética entre los ejércitos cibernéticos del mundo", afirmación respaldada por el Instituto Israelí de Estudios de Seguridad Nacional.